# 토소
토소주식회사(일본어: 東ソー株式会社, 영어: Tosoh Corporation)는 일본의 화학회사이다. 설립 당시에는 일본흥업은행 (현.미즈호 은행)과 관계가 깊고, 일본국내 7위 화학회사이다. 본사는 도쿄에 있고, 4대째부터 7대째의 사장은 동행의 출신자였다.

## 역사
- 1935년 - 일본소다공업(현.도쿠야마)을 퇴사한 이와세 토쿠사부로에 의해, 도요소다공업을 설립
- 1936년 - 난요공장 조업개시
- 1949년 - 기업공개
- 1971년 - 욧카이치공장 조업개시
- 1975년 - 야마가타현 사카타시를 지반으로 한 테츠코샤에 합병
- 1987년 - 현재의 사명 및 CI변경
- 1990년 - 신다이쿄와석유화학을 합병
- 1996년 - PVC사업을 미쓰이화학, 덴카와 합병해 다이요PVC를 설립
- 2014년 - 일본폴리우레탄공업(일본어판)을 흡수합병